# Eva Steinschneider
Eva Steinschneider (geborene Hillmann, * 11. August 1899 in Hamburg; † 27. Dezember 1968 in Frankfurt am Main) war eine Gegnerin des Nazi-Regimes, Emigrantin und Kommunalpolitikerin. Nach einer ersten Ehe mit dem Pädagogen Adolf Reichwein lebte sie lange mit Adolf Moritz Steinschneider zusammen, dem sie im März 1938 ins französische Exil folgte und mit dem sie seit Sommer 1942 verheiratet war.

## Familiärer Hintergrund
Eva Hillmann war die Tochter des zum damaligen Zeitpunktes hamburgischen Pastors Johannes Hillmann (1863–1951) und dessen Ehefrau Luise (1864–1941), einer Absolventin eines Lehrerinnenseminars. Zur Familie gehörten die ältere Schwester Dorothea Hillmann (1893–1973), die Brüder Hans und Kurt und die Schwester Ilse (* 1901). Johannes Hillmann gehörte zum Kreis um Friedrich Naumann und hatte erst 1899 – nach Pfarrämtern in Wesel und Braunschweig – seine Stelle an der evangelisch-reformierten Gemeinde in Hamburg angetreten. Bereits im Jahr 1900 kam es aber zum „Fall Hillmann“, der gravierende berufliche und private Veränderungen für die Familie mit sich brachte.

„Entstanden war dieser aus dem Konflikt zwischen dem großbürgerlichen Kirchenrat der Gemeinde und ihrem Pastor; man fühlte sich angegriffen durch dessen angeblich sozialdemokratische und damit umstürzlerische Neujahrspredigt. Als Pastor Hillmann dann am 14. Januar 1900 über das Gleichnis vom reichen Mann und armen Lazarus predigte (Lukas 16, 19–26), war die Empörung dieser Herren groß und sie wollten ihn entlassen, zumal er in den folgenden Auseinandersetzungen seiner Überzeugung im Hinblick auf die sozialen Forderungen des Christentums unerschütterlich treu blieb. Zwar konnte dem Pastor Hillmann nicht gekündigt werden, weil in der evangelisch-reformierten Kirche die Lehrfreiheit gewährleistet war und auch die übrigen Vorwürfe, die sich auf sein allzugeringes Standesbewusstsein richtete, dazu nicht ausreichten – allen Ernstes wurde ihm vorgeworfen, er habe seinen Kindern erlaubt, am Sandberg hinter dem Pfarrhaus mit den Nachbarskindern zu spielen: Kleine-Leute-Kindern –, aber nach einem Vergleich, der seine Existenz für höchstens vier Jahre bzw. bis zur Übernahme einer neuen Stelle sicherte, verließ Pastor Hillmann Hamburg.“

Da sich in der Folge für Johannes Hillmann Hoffnungen auf andere Pfarrstellen zerschlugen, entschloss er sich, den Pfarrerberuf ganz aufzugeben. Die Familie zog – nach einer Zwischenstation in Bremen – nach Marburg, wo Johannes Hillmann im Wintersemester 1901/02 „zum Erwerb einer weiteren Lehrbefähigung neben Religion (die das Recht zum Deutschunterricht einschloss)“ ein Studium der Philosophie und Geschichte aufnahm. Am Anfang des Sommersemesters 1902 legte er das Staatsexamen ab und nahm unmittelbar darauf eine Stelle als Hilfslehrer in Elberfeld an, „die in die eines Oberlehrers umgewandelt wurde, nachdem ihm durch Ministerialerlaß vom 4.11.1902 die Ableistung von Seminar- und Probejahr erlassen war. Damit war der Weg in den neuen Beruf geöffnet.“
Am 12. November 1906 war der Oberlehrer Lic. Hillmann vom Kuratorium der Schule „von Ostern 1907 ab zum Oberlehrer an die Klinger-Oberrealschule gewählt“ worden, die in diesem Jahr ihr fünfzigjähriges Bestehen feierte. Die Familie Hillmann lebte von da an in Frankfurt-Eschersheim, wo sie ab 1912 ein eigenes Haus bewohnte. Johannes Hillmann wirkte nach seiner Pensionierung noch „im Frankfurter Volksbildungsheim. Durch sein Engagement in der Bildungsarbeit mit jungen Menschen hat er sich auch in der Frankfurter Arbeiterbewegung einen Namen gemacht.“

## Eva Hillmanns Jugend
Für Eva Hillmann war Frankfurt die vierte Station in ihrem erst achtjährigen Leben. Ihre Schwester Dorothea berichtete von einem liberal gesinnten Elternhaus, geprägt von des Vaters politischer Nähe zu Friedrich Naumann und Mutters Nähe zu einer „Herrenhutisch geprägten Erziehung“. Die beiden Schwestern besuchten die Schillerschule in Frankfurt-Sachsenhausen, seit 1908 das erste Mädchengymnasium der Stadt. Während ihrer Schulzeit schloss sich Eva Hillmann der Wandervogel-Bewegung an und war Mitglied in der Gruppe Sachsenhausen.
Auch Adolf Reichwein kam aus der Wandervogel-Bewegung. Dieser kam Anfang 1918 wegen einer Kriegsverwundung in ein Frankfurter Lazarett und lernte während dieser Zeit und über den Wandervogel Eva Hillmann kennen. Reichwein, der zum Sommersemester 1918 sein Studium in Frankfurt aufnahm, und Eva, die noch das Gymnasium besuchte, verlobten sich – offenbar zum Missfallen von Vater Johannes Hillmann, denn als Eva nach ihrem Abitur im Jahre 1919 Medizin studieren wollte, verweigerte der Vater die Finanzierung dieses Studiums und Eva musste stattdessen das Lehrerinnenseminar in Frankfurt besuchen. Sie bestand an Ostern 1920 ihr Abschlussexamen als Volksschullehrerin, übte aber diesen Beruf nie aus.

## Ehe mit Adolf Reichwein
Reichwein und Hillmann heirateten 1920, und das Paar zog im August dieses Jahres nach Marburg, wo Reichwein sein Studium fortsetzte und 1921 mit einer Promotion abschloss. Über Eva Reichweins eigenes Leben in dieser Zeit ist wenig bekannt. Sie unterstützte „die sozial- und bildungspolitischen Aktivitaten ihres Mannes“, heißt es dazu bei Amlung nur. An dessen Seite lebte sie zwei Jahre in Berlin und ab Spätsommer 1923 dann in Jena. Hier wird am 9. Oktober 1923 ihr Sohn Gert geboren, und ab 1. April 1924 bezieht die Familie ein eigenes Haus mit Garten.
Aus finanziellen Gründen sah sich das Paar offenbar gezwungen, zwei Zimmer des Hauses zu vermieten. Mieterin war Luise Kätzler die hier zusammen mit ihrem Sohn Thomas aus ihrer Ehe mit dem Schriftsteller Max Barthel und ihrer Mutter Gabriele einzog. Luise Kätzlers Schwester Frieda heiratete 1926 Adolf Moritz Steinschneider, den späteren Ehemann von Eva Reichwein, während Luise Kätzler später in zweiter Ehe mit Alexander Abusch verheiratet war.
Am 18. September 1925 ertrank der zweijährige Sohn von Adolf und Eva Reichwein in einer Regentonne im elterlichen Garten. Dieser Unglücksfall führte zu einer Zuspitzung einer schon länger schwelenden Ehekrise, die im Februar 1926 zur Trennung und am 24. November 1927 zur Scheidung führte. Auf der Webseite des ehemaligen Adof-Reichwein-Vereins ist davon die Rede, dass Eva Reichwein „angeblich schon während ihrer Ehe mit Reichwein kommunistischen Ideen nahe[stand], zu denen aber Reichwein keinen Zugang fand“; die „durch die ideologischen Verschiedenheiten offenbar belastete Ehe [sei] wohl nicht mehr tragfähig“ gewesen, und durch den Tod des Kindes sei „die stärkste Bindung einer sehr früh geschlossenen Studentenehe [entfallen], die durch Inkompatibilitäten in Charakter und Lebensstil der beiden jungen Leute nicht mehr tragfähig war“.
Nach der Trennung begab sich Adolf Reichwein auf eine Weltreise, während Eva zurück nach Frankfurt ging und der KPD beitrat. Sie trat am 1. April 1926 eine Stelle als Sekretärin im Anwaltsbüro von Adolf Moritz Steinschneider an, dem Schwager ihrer Jenaer Mieterin.

## Die Jahre mit Adolf Moritz Steinschneider

### Die Frankfurter Jahre
Die Beziehung von Eva Reichwein und Adolf Moritz Steinschneider war wohl von Beginn an keine rein berufliche. Während der noch mit Frieda Kätzler verheiratet war und noch vor der Scheidung der Reichweins, brachte Eva im Juni 1927 die gemeinsame Tochter Marie-Louise (* 7. Juni 1927; † 17. Mai 2010), genannt Musch, zur Welt.
Zum Sommersemester 1928 begann Eva Reichwein ein Jura-Studium an der Frankfurter Universitat. Mitte Juni 1932 beteiligte sie sich an handgreiflichen Auseinandersetzungen zwischen nationalsozialistischen Studenten und der Roten Studentengruppe (RSG).:S. 242 Diese RSG, der auch Eva Reichwein angehörte, war ein Zusammenschluss vor allem von Mitgliedern der Studentengruppen der KPD, der KPO und der SAP:S. 237, und Angehörige von ihr setzten sich bei dem erwähnten Anlass (Kampf im Lichthof) gegen Provokationen uniformierter Nazi-Studenten zur Wehr. Der Senat der Universität verhandelte am 25. Juli 1932 über diesen Konflikt und verwies ein RSG-Mitglied von der Universität. Weitere RSG-Mitglieder traf der Bann erst nach der Gleichschaltung. Der Senat der Goethe-Universität erließ am 11. Juli 1933 unter Berufung auf einen Erlass des Preußischen Ministerium für Wissenschaft, Kunst und Volksbildung vom 29. Juni 1933 ein Urteil, durch das Eva Reichwein, Peter von Haselberg und Erich Gerlach vom weiteren Universitätsstudium ausgeschlossen wurden, „weil die Angeschuldigten sich in den letzten Jahren während ihrer Zugehörigkeit zur Universität im kommunistischen Sinne betätigt haben“. Eva Reichwein stand zu diesem Zeitpunkt unmittelbar vor dem ersten Examen.
Zum Zeitpunkt dieser Relegation war Adolf Moritz Steinschneider bereits in die Schweiz emigriert. Eva Reichwein folgt ihm im Sommer 1933 mit Tochter Marie-Louise, und Anfang November stieß auch noch Fite Kätzler mit ihrem Sohn Stefan dazu. Eva war da bereits ohne ihre Tochter nach Deutschland zurückgekehrt, um die sich in der Folge Frieda Kätzler kümmerte. Zur Rückkehr Evas nach Deutschland berichtete Adolf seinem Bruder Gustav: „Sie war […] schon drei Monate hier, ernährte uns alle, denn es ging ihr sehr gut, als plötzlich die Nachricht eintraf, dass alle ‚Eschersheimer‘, die alten Hillmanns, Ille, ihr Mann und die brave Lene Engelhardt im Gefängnis säßen. Geiselhaft.“ Als Grund für diese Geiselhaft von Evas Familienmitgliedern nannte Steinschneider die Aussage eines Studenten, der mit Eva zusammen illegale Flugblätter hergestellt hatte. Als dieser wegen dieser Flugblätter verhaftet worden war, gab er, weil er meinte, sie befände sich im sicheren Ausland, Eva als Verantwortliche für die Flugblätter an. Um Eva habhaft zu werden, erfolgte die behördliche Geiselnahme, die auch nicht dadurch außer Kraft gesetzt wurde, dass Eva noch aus der Schweiz einen anderen Verantwortlichen für die Flugblätter benannte, dem tatsächlich keine Gefahr durch die deutschen Behörden drohte. Diese bestand auf der Rückkehr Evas nach Frankfurt.
Anfang Oktober 1933 reiste Eva Reichwein zurück nach Deutschland und begab sich im Austausch für ihre Mutter ins Gefängnis. In einem Prozess am 5. April 1934 vor dem Oberlandesgericht in Kassel wurde sie wegen „Beihilfe zur Vorbereitung eines hochverräterischen Unternehmens“ zu einer Gefängnisstrafe von fünf Monaten verurteilt. Da ihr die Untersuchungshaft auf die Strafe angerechnet wurde, konnte Eva nach ihrer Entlassung im Sommer 1934 erneut in die Schweiz reisen und ihre Tochter mit nach Frankfurt zurücknehmen. Sie wohnte bei ihren Eltern und arbeitete als Stenotypistin bei verschiedenen Unternehmen. Welche persönlichen Kontakte danach noch zu dem seit Juni 1935 in Paris lebenden Adolf Steinschneider bestanden, ist unklar. Dieser behauptete Anfang 1938 in einem Brief an seinen Bruder Gustav, dass er Eva und Tochter Marie-Louise seit zwei Jahren nicht mehr gesehen habe, machte aber keine Angaben darüber, wann und wo ein letztes Treffen Ende 1935 oder Anfang 1936 stattfand. Mitte Februar 1938 aber konnte Steinschneider Bruder Gustav freudig mitteilen:

„Wenn ich trotz Krankheit, Kälte, hin und widrigen Wanzen, unzureichendem Verdienst und allerlei kleinem Stunk und Ärger relativ gehobener Stimmung bin, so deshalb, weil mir Eva für Mitte März ihren und Muschs Besuch angekündigt hat. Sie wollen eine Woche bleiben, was ja auch noch keine entscheidende Veränderung der Gesamtumstände darstellen, mir doch aber sehr, sehr viel Vergnügen bereiten würde. Nun erhebt sich natürlich die quälende Frage, wie ich das finanzieren kann.“

Steinschneider berichtete seinem Bruder Ende März von der inzwischen erfolgten Ankunft der beiden und einer sich abermals veränderten Lage: Eva Reichwein wolle statt der geplanten einen Woche dauerhaft bei Adolf bleiben. Sie kam allerdings mit einem „grade ablaufendem Pass (und sie hatte Angst, wegen eines neuen oder wegen Verlängerung anzusuchen, glaubend, dass man ihn ihr dann überhaupt entziehen würde) und infolgedessen nur mit 14 Tagevisa“, was große Probleme bereiten werde, ihr eine Daueraufenthaltsgenehmigung zu verschaffen. Hinzu kam, dass in diesen Tagen auch der Anschluss Österreichs erfolgt war, dessen durch ihn ausgelöster „Ansturm der neuen Emigranten sich hier in großer Nervosität der Behörden auswirkte“.

### Exil in Frankreich
Adolf Steinschneider, Eva Reichwein und Tochter Marie-Louise lebten als Familie bis zu Adolfs Ermordung am 11. Juni 1944 zusammen – zeitweilig getrennt allerdings durch Adolfs Internierungen und Fluchtbewegungen nach dem Einmarsch der deutschen Wehrmacht. Unter den prekären Lebensverhältnissen in der Emigration war es meist Eva, die den Lebensunterhalt der Familie sicherte.

## Rückkehr nach Deutschland
Nach der Ermordung von Adolf Moritz Steinschneider zog Eva Steinschneider 1945 zusammen mit ihrer Tochter nach Paris. Sie ging dort eine Beziehung mit Rudolf Leonhard ein, der sie von der Notwendigkeit überzeugte, „nach Deutschland zurückzukehren und im Rahmen der KPD für den Wiederaufbau zu arbeiten“.
1947 kehrte Eva Steinschneider nach Frankfurt zurück und „engagierte sich […] umgehend politisch in der KPD“.:S. 120 Von 1948 bis 1952 saß sie als Abgeordnete der KPD im Stadtparlament und war nach Elke Schüller „eine der wichtigsten und aktivsten Abgeordneten der KPD und […] gehörte zu den häufigsten RednerInnen überhaupt“. Steinschneider, die dem Ausschuss für Wissenschaft, Kunst und Volksbildung angehörte sowie der Wohlfahrts-, der Wohnungs- und der Theaterdeputation, wurde 1948 zur Referentin ihrer Partei für Frauenfragen mit dem Schwerpunkt Kommunalpolitik bestimmt. Sie sollte in dieser Funktion mithelfen, innerhalb der KPD „die Frage der Gleichberechtigung als auch die Kenntnis über die Stellung der Frau in der gesellschaftlichen Entwicklung zum Allgemeingut zu machen“.
Nach Titos 1948 vollzogenem Bruch mit dem Stalinismus geriet Eva Steinschneider, die bisher stets die Meinung vertreten hatte, „daß die Partei das Höchste und Wichtigste im Leben eines Kommunisten sein müsse“:S. 236, erstmals in Konflikt mit ihrer Partei, weil sie eine Erklärung für deren veränderte Haltung zu Tito verlangte.

„Die treue Genossin, die sich immer in Parteidisziplin geübt hatte, begann unbequeme Fragen zu stellen. Sie gehörte nun zu jenen Mitgliedern der KPD, denen die Erklärungen der Partei nicht genügten, wonach der besondere nationale Weg Titos zum Sozialismus falsch oder gar verbrecherisch sein sollte.“

Steinschneider, die zunächst nicht einsah, was an ihrem Verhalten hätte falsch sein sollen, geriet unter zunehmenden Druck der Parteileitung und wurde des parteischädigenden Verhaltens beschuldigt.:S. 236 Nach öffentlichen Anprangerungen in der Parteizeitung gab sie allerdings eine erste selbstkritische Erklärung ab und bedauerte, den Eindruck erweckt zu haben, von der Parteilinie abgerückt zu sein.:S. 238 f. Das allerdings genügte der Parteileitung nicht, und Senger, der wie Reichwein der KPD angehörte und auch privat mit ihr befreundet war, schildert anschaulich, wie der Druck auf sie stetig zunahm. Der Entzug sämtlicher Parteiämter und gar der Parteiausschluss wurden ihr angedroht.:S. 241 Diesem Druck war sie nicht gewachsen. Auf einer Tagung des Parteivorstandes ging Eva Steinschneider „ans Rednerpult und bekannte wider besseres Wissen all das, was zu bekennen sie sich lange Zeit standhaft geweigert hatte. Immer wieder beschuldigte sie sich selbst und beschwor die Klugheit und Unfehlbarkeit der Partei, gelobte Besserung und denunzierte schließlich andere Funktionäre mit vollem Namen. Sie seien demselben Übel wie sie verfallen, hätten den Titoismus verkannt, aber noch immer nicht ihre Feheler eingesehen und würden dadurch der Partei großen Schaden zufügen.“:S. 242
Wenige Tage nach dieser Parteiveranstaltung wurde Eva Steinschneider krank, stritt aber Senger gegenüber ab, dass ihre plötzliche Krankheit etwas mit dem Verlauf der Tagung zu tun haben könnte. Dennoch konstatierte Senger bei ihr einen durch diese Tagung und ihre Selbstkritik ausgelösten Bruch, der Parallelen aufwies zum Verhalten seines Vaters und dessen Verhältnis zur KPD.

„Sie blieb die liebenswerte, freundliche Frau, als die ich sie zwei Jahrzehnte kannte, doch gleichzeitig wuchs aus ihr etwas Neues heraus, eine kompromißlose Funktionärin, mit der sich keine Auseinandersetzung mehr lohnte. Niemandem erlaubte sie Zweifel oder Zwischentöne, attackierte jeden Genossen, der Direktiven der Partei in Frage stellte, und war imstande, genau so zu argumentieren wie Papa. Damit riß auch mein letzter persönlicher Kontakt zu ihr ab.“

Eva Steinschneider setzte ihr politisches Engagement für die KPD fort. 1950 und 1954 scheiterten jedoch ihre Kandidaturen für den Hessischen Landtag. Sie gehörte weiterhin der Frankfurter Kreisleitung der KPD an und blieb auch nach dem KPD-Verbot weiterhin politisch aktiv, vor allem frauenpolitisch. Zwischen 1957 und 1968 gab sie den Frankfurter Boten heraus, dessen Ziel es war „kommunistische Positionen weiterhin im Spektrum der veröffentlichten Meinung präsent zu halten“.:S. 122
Nachdem am 25. September 1968 in Frankfurt am Main die Deutsche Kommunistische Partei gegründet worden war, wurde Eva Steinschneider deren Mitglied.:S. 122 In dem Jahr kam sie auch noch ein weiteres Mal in Konflikt mit der offiziellen Parteilinie, da sie den Einmarsch der Truppen des Warschauer Paktes in Prag missbilligte.:S. 121 und Anmerkung 1 Wie sie diesmal den Konflikt löste, ist nicht überliefert.
Im März 1969 wurde der Frankfurter Bote, von dem es auch die Ableger Kasseler Bote und – in Rheinland-Pfalz – Arbeitertribüne gab, zugunsten der DKP-Zeitung Unsere Zeit eingestellt.:S. 129 Eva Steinschneider war an dieser Entwicklung nicht mehr beteiligt. Sie starb am 27. Dezember 1968, fünf Tage nach einem Oberschenkelhalsbruch. „An ihrer Beerdigung nahmen Hunderte von Menschen teil. Das Frankfurter Stadtparlament gedenkt ihrer mit keinem Wort.“

## Wiedergutmachung
Eva Steinschneider versuchte auf vielerlei Wegen für das ihr und ihrer Familie angetane Unrecht Wiedergutmachung einzufordern und die Verantwortlichen für die Ermordung ihres Mannes zur Rechenschaft zu ziehen. Ein gegen Heinz Lammerding, den SS-Befehlshaber des Massakers von Oradour, in dessen Folge auch Adolf Moritz Steinschneider ermordet worden war, wurde von der Staatsanwaltschaft Düsseldorf Anfang 1971 nach dem Tod Lammerdings eingestellt.
Aufgrund des Gesetzes zur Wiedergutmachung nationalsozialistischen Unrechts (Entschädigungsgesetz) stellten im Frühjahr 1950 Eva und Marie-Louise Steinschneider sowie Stefan Kätzler, Adolf Steinschneiders Sohn aus erster Ehe, beim Regierungspräsidium in Wiesbaden (RP Wiesbaden) Wiedergutmachungsanträge in Folge der Ermordung Adolf Steinschneiders und wegen eigener Benachteiligungen durch die erzwungene Emigration. Vier Jahre später, Anfang Juni 1954, erfolgte erstmals ein Bescheid des RP Wiesbaden. Darin wurde der Tod von Adolf Steinschneider als durch normale Kriegshandlungen bedingt ausgelegt, was zu keiner Entschädigungsleistung berechtige. Der Antragstellerin wurde empfohlen, dies gerichtlich prüfen zu lassen, da „eine weitere eindeutige Klärung der damaligen Vorgänge auf dem Verwaltungswege nicht herbeigeführt werden konnte“. Eigene Ansprüche von Eva Steinschneider wurden abgelehnt, weil schlechte Lebensbedingungen in der Emigration „nicht als nat.soz. Gewaltmaßnahem hingestellt werden“ könnten.
Eva Steinschneider reichte gegen diesen Bescheid am 9. September 1954 Klage beim Landgericht Wiesbaden ein, das ihr Anfang 1958 Recht gab. Das gleiche RP, das sich zur „eindeutigen Klärung der damaligen Vorgänge“ nicht in der Lage sah, forderte im Laufe des Verfahrens immer wieder die Klageabweisung mit eigenwilligen Theorien über die Vorgänge rund um Adolf Steinschneiders Tod. Es bezweifelte die Glaubwürdigkeit der Antragsteller oder der von ihnen vorgelegten Unterlagen und bestritt, dass die Verfolgung und Tötung in Bellac aufgrund Steinschneiders „rassischer Zugehörigkeit“ erfolgt sein könnte. Wiederholt wurde die eigene Einschätzung, „der Tod des Ehemanns der Klägerin [sei] im Verlauf von Kriegshandlungen eingetreten“. Noch in einem Schreiben vom 3. März 1958 bezweifelte das RP, ob sich überhaupt eine SS-Einheit in Bellac aufgehalten habe, und in einem weiteren Schreiben vom 21. März 1958 heißt es dazu: „Die Tatsache, daß Angehörige einiger Einheiten der Waffen-SS sich in Bellac aufgehalten haben, läßt noch lange nicht den Schluß zu, daß sämtliche Soldaten, die damals in Bellac waren, der Waffen-SS angehörten.“ Das Gericht machte sich diese Sichtweisen nicht zu eigen und entschied am 27. März 1958 zugunsten von Eva Steinschneider.
In den Folgejahren gab es kleinere Entscheidungen zu Gunsten der Antragsteller und 1962 noch einmal zwei größere, wobei in einer auch eine Entschädigung für Steinscheiders Frankfurter Bibliothek, die von der Gestapo konfisziert worden war, gewährt wurde. In einem letzten Bescheid vom 5. März 1970 wurden Marie-Louise Steinschneider Rückstände aus der Witwenrente ihrer Mutter zugesprochen.